# Réaction de Hooker
La réaction de Hooker (1936) est une réaction qui permet de réduire groupe méthylène par groupe méthylène une chaine alkyle de certaines naphtoquinones par l'action oxydante du permanganate de potassium,. Ce phénomène a été observé la première fois sur le lapachol, une substance présente dans l'arbre lapacho.
L'oxydation provoque une rupture de cycle au niveau du groupe alcène et un rejet de dioxyde de carbone dû à une décarboxylation. Le cycle se referme ensuite.